# إعصار هايان (2013)

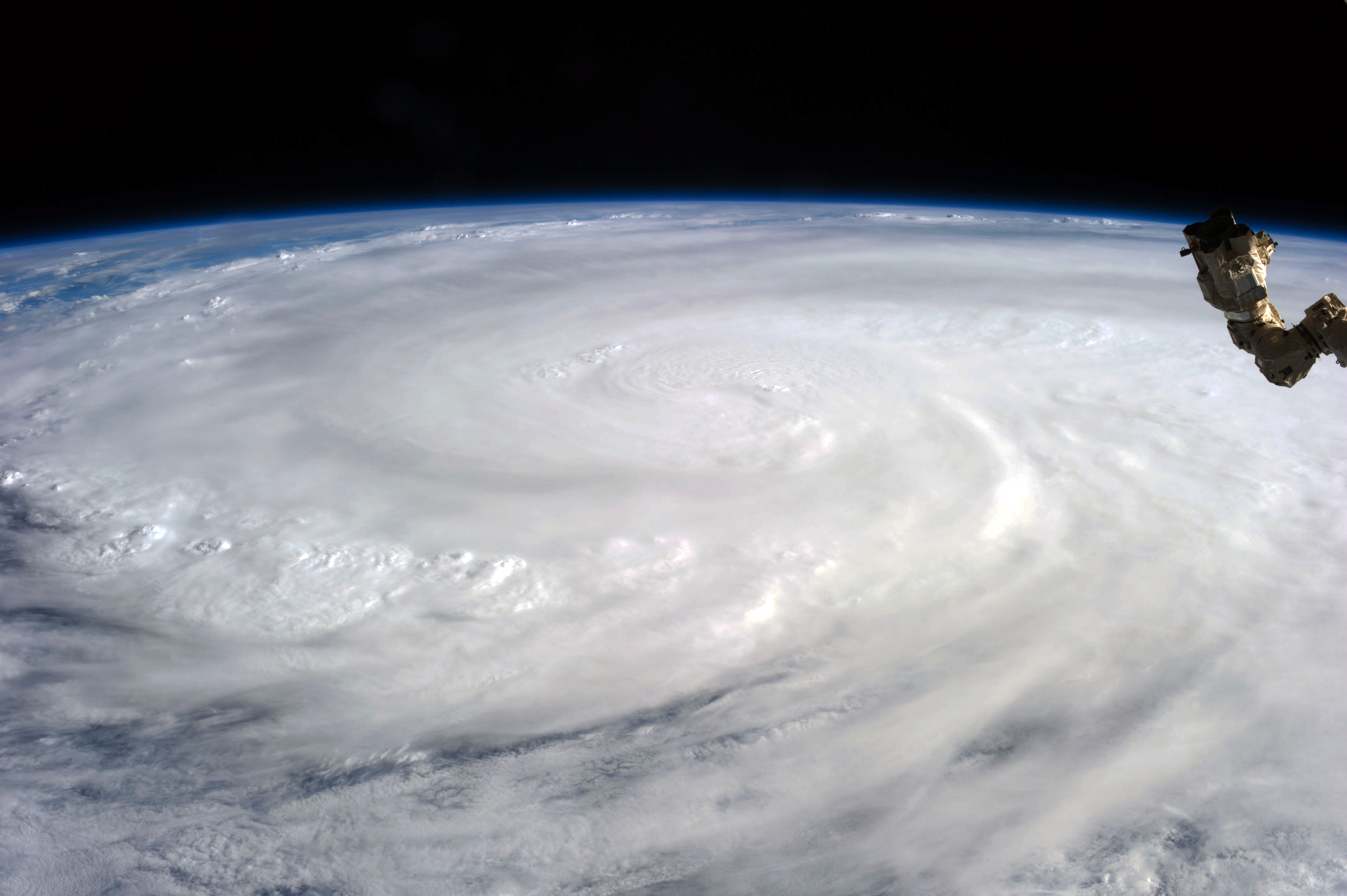
إعصار هايان من قبل المحطة الفضائية الدولية.

إعصار هايان هو إعصار مداري ضرب الفلبين في شهر نوفمبر عام 2013 متجها نحو فيتنام مرورا ببحر الصين الجنوبي وهو واحد من أقوى الأعاصير المدارية التي سُجلت على الإطلاق، ويقول خبراء الأرصاد الجوية أنه قد يكون أقوى عاصفة تضرب اليابسة منذ عشرات السنوات حيث بلغت سرعته 315 كلم/ساعة، وقد صُنّف في الدرجة الخامسة، وهو الأعنف منذ إعصار كاميل الذي ضرب ولاية ميسيسبي عام 1969.
نشأ يوم 2 نوفمبر كمجال من الضغط المنخفض الشرقي والجنوب الشرقي من بوهنباي في المحيط الهادئ الغربي ثم تحول ليصبح عاصفة استوائية في وقت مبكر في اليوم التالي.
في يوم 9 نوفمبر أعلن الصليب الأحمر الفلبيني عن مقتل 1200 شخص في مدينة تاكلوبان الساحلية وفي 10 نوفمبر أُعلن عن مقتل 10 آلاف شخص بالفلبين وأن الإعصار خلف دمار واسع النطاق في مدينة تاكلوبان قال الرئيس الفلبيني بنينو أكينو في بيان له أن البلاد تعرضت لنكبة وطنية ودعى الجميع للتحلي بالهدوء في سبيل تسريع جهود الإغاثة.

## ردود الفعل
- الأمم المتحدة: بعد الأضرار الكبيرة التي سببها إعصار هايان، أرسلت الأمم المتحدة مساعدات هامة للفلبين.[12]
- الاتحاد الأوروبي: قدم الاتحاد الأوروبي 4.2 مليون دولار كمساعدات.
- الولايات المتحدة: في 10 نوفمبر، أعلن الرئيس الأمريكي باراك أوباما عن تقديم بلاده مساعدات للفلبين. وزير الدفاع الأمريكي تشاك هاغل، أمر بإستغلال سفن قيادة المحيط الهادي الأمريكية ومنهم حاملة الطائرات يو إس إس جورج واشنطن (CVN - 73)[13]، لتقديم المساعدات وإجلاء الناجين من المناطق المتضررة التي يصعب الوصول إليها.[14]
- السعودية : أصدر خادم الحرمين الشريفين الملك عبد الله بن عبد العزيز آل سعود أوامره بتقديم مساعدة نقدية قدرها عشرة ملايين دولار أمريكي للفلبين وذلك دعماً لجهودها والجهود الدولية لمواجهة آثار إعصار هايان المدمر الذي ضرب الساحل الشرقي للفلبين الأسبوع الماضي.[15]
- الإمارات العربية المتحدة: وجه رئيس دولة الإمارات، الشيخ خليفة بن زايد آل نهيان بتقديم مشاريع وبرامج بقيمة 10 ملايين دولار، للفلبين لمساعدتها في مواجهة الأضرار التي خلفها إعصار «هايان» الذي ضرب البلاد يوم الجمعة مخلفاً خسائر بشرية وأضراراً مادية جسيمة.
- تونس: بعث رئيس تونس المنصف المرزوقي ببرقية تعزية إلى رئيس الفلبين بينينو سيمون أكينو الثالث يعبر فيها عن تعازيه وتعازي الشعب التونسي للشعب الفلبيني ولعائلات الضحايا والجرحى.[16]
- كولومبيا: عبر وزير الخارجية الكولومبي عن تضامنه مع الشعب الفلبيني ضد الخسائر التي سببها الإعصار، وكذلك يعرب عن دعمه للحكومة الفلبينية.[17]
- كندا: أعلنت كندا عن مساعدة فورية تقدر ب5 ملايين دولار، وأطلقت نداء للكنديين لمساعدة ضحايا الإعصار.[18] من جهة أخرى قام أعضاء من فريق الاستجابة للكوارث بالذهاب إلى الفلبين بمساعدة بوينغ سي-17 غلوب ماستر 3 تابعة لسلاح الجو الملكي لإيصال المساعدات ونجدة المنكوبين في المناطق المتضررة.[19]
- المملكة المتحدة: بعثت المملكة المتحدة بمساعدة تقدر ب10 ملايين جنيه إسترليني وطائرة من نوع بوينغ سي-17 غلوب ماستر 3 تابعة لسلاح الجو الملكي.[20]
- أستراليا: أرسلت أستراليا مساعدات مادية تقدر ب10 ملايين دولار أمريكي.[21]
- ألمانيا: في الوقت نفسه، أرسلت ألمانيا 23 طن من المساعدات للشعب الفلبيني إلى جانب عدة فرق نجدة وأخرى طبية.[21]
- قدمت عدة دول أخرى مساعدات مالية ومادية ضخمة وهي:[22]
  - أطباء بلا حدود: قدمت منظمة أطباء بلا حدود 200 طن من المساعدات المادية للفلبين.
  -  نيوزيلندا: قدمت نيوزيلندا 1.78 مليون دولار كمساعدة مالية.
  -  تايوان: أعطت تايوان الذاتية الحكم في الصين 000 200 دولار.
  -  سنغافورة: تبرعت سنغافورة ب000 40 دولار أمريكي.
- الفاتيكان: أعلن الفاتيكان بمساعدة الفلبين ب000 150 دولار. حيث قال البابا فرنسيس أنه يعبر عن بالغ تعاطفه مع الضحايا ودعى كل الناس للصلاة للفلبين.[23]
- الصين و فيتنام: تعتبر الصين وفيتنام من الدول التي ضربها الإعصار لكنهما قدما مسعادات ب000 100 و000 200 دولار لفق النجدة والمساعدة الموجودة على عين المكان.[24]
- هونغ كونغ: الرئيس التنفيذي لهونغ كونغ ليونغ تشون يينغ عبر عن تعاطفه الشديد مع عائلات الضحايا والجرحى في الفلبين.
- اليابان: قدم كل من شينزو أبه رئيس وزراء اليابان، ووزير الخارجية في حكومته فوميو كيشيدا عن تعاطفهما مع الشعب الفلبيني وعائلات الضحايا بسبب الإعصار. وقدمت اليابان عدد من فرق الإسعاف والنجدة للمساعدة في إيجاد المنكوبين.[25][26]
- روسيا: أرسلت روسيا فريقا متكونا من 200 شخص للتدخل في المناطق المتضررة. وأنشأت وزارة حالات الطوارئ الروسية خطا هاتفيا مخصصا لمن يريد الإطلاع على مستجدات إعصار هايان للمواطنين الروس.[27]
- كوريا الجنوبية: قدمت كوريا الجنوبية مساعدة ب5 ملايين دولار للفلبين، وبعثت فريقا مكون من 34 شخص للمساعدة في المناطق المنكوبة.[28]